# Basòdino
Basòdino är en bergstopp i Schweiz på gränsen till Italien. Den ligger i distriktet Vallemaggia och kantonen Ticino, i den sydöstra delen av landet. Toppen på Basòdino är 3 274 meter över havet.
Terrängen runt Basòdino är bergig. Basòdino är den högsta punkten i en region med 10 km radie..
I omgivningarna runt Basòdino förekommer i huvudsak kala bergstoppar och isformationer.